# Кошелєво (Мосальський район)
Кошелєво (рос. Кошелево) — присілок в Мосальському районі Калузької області Російської Федерації.
Населення становить 0 осіб. Входить до складу муніципального утворення Присілок Савино.

## Історія
Від 2004 року входить до складу муніципального утворення Присілок Савино.

## Населення
| 2002 | 2010 |
| ---- | ---- |
| 2    | ↘0   |